# Henri Doulcet
Henri Doulcet (ur. 26 kwietnia 1857 r. w Paryżu, zm. 27 lipca 1916 r.) – francuski duchowny katolicki, biskup ordynariusz nikopolski w latach 1895–1913, arcybiskup tytularny Dioclea.

## Życiorys
Urodził się w 1857 r. w Paryżu. Po ukończeniu szkoły średniej rozpoczął studia teologiczne wstępując do zakonu pasjonistów. Następnie otrzymał święcenia kapłańskie. Pracował na misjach. 7 stycznia 1895 roku został prekonizowany biskupem ordynariuszem nikopolskim przez papieża Leona XIII. W 1913 roku zrezygnował z pełnienia rządów w diecezji, zostając biskupem tytularnym Ionopolis. Rok później nadano mu tytuł arcybiskupa tytularnego Dioclea. Zmarł w 1916 roku w wieku 59 lat. 